# Исаак I Комнин
Исаа́к I Комни́н (ок. 1005 — 31 мая 1061) — византийский император, сын Мануила Эротика Комнина, приближённого императора Василия II.

## Биография
Исаак принадлежал к довольно богатому и влиятельному роду Комнинов, который впервые выходит на историческую арену во время правления Василия II Болгаробойцы. В тот период широкую известность приобрели Никифор Комнин, который был правителем Васпуракана (область в Армении), и Мануил Комнин по прозвищу Эротик, фаворит и сподвижник императора Василия II.
В результате брака с Екатериной, дочерью последнего болгарского царя Ивана Владислава (1018), Исаак приобрёл огромные богатства. Подозрительная императрица Феодора отняла у него управление Азией, но после её смерти землевладельческая аристократия выставила его антиимператором во время своего восстания против преемника Феодоры, Михаила VI Стратиотика. Выбор на Исаака пал благодаря его влиятельному происхождению и «царской» внешности.
Провозглашённый в 1057 году императором, Исаак после победы при Никее вынудил Михаила VI отречься от престола. Исаак I энергично принялся искоренять упрочившиеся в течение 30 лет злоупотребления, отбирал земли у аристократии и богатых монастырей, защищая интересы бедняков, карал за плохое обращение с крестьянами, строго следил за деятельностью ремесленных коллегий, возрождал византийскую армию. 
Против императора складывалась оппозиция из знати, которая ненавидела его за проводимую им политику. Этим воспользовался патриарх Михаил Кирулларий. Он хулил императора и заявлял ему, что если он помог Исааку свергнуть Михаила, значит, может свергнуть и Исаака. В ноябре 1057 года император сослал патриарха на остров Приконис. Император собирался устроить суд над Кирулларием, поскольку тот отказывался подписать отречение от патриаршего сана, но Кирулларий скончался раньше. Император устроил ему пышные похороны и снял с него все обвинения.
Исаак укреплял границы на востоке против набегов сельджуков. В 1058 году император разгромил печенегов на севере. Внешние враги империи в правление Комнина старались воздерживаться от походов против Византии.
Однако внутренние реформы, с помощью которых император надеялся вывести страну из кризиса, из-за спешки и непоследовательности воплощения лихорадили страну. Характер василевса охладил к нему даже родню, планировавшую поживиться за счёт казны.
В 1059 году на охоте император заболел, после чего назначил себе преемника в лице Константина Дуки и постригся в монахи, решив, что болезнь смертельная. Выздоровев, Исаак попытался вернуть трон, но ему это не удалось. Два года спустя умер монахом.